# Werner Keller (Germanist)
Werner Keller (* 16. Januar 1930 in Calmbach, Schwarzwald; † 23. Februar 2018 in Köln) war ein deutscher Germanist und Literaturwissenschaftler. Keller war Universitätsprofessor und Ehrenpräsident der Goethe-Gesellschaft.

## Leben
Werner Keller war Professor und Direktor am Institut für deutsche Sprache und Literatur der Universität zu Köln. Schwerpunkte seiner Lehre und Forschung waren: Literatur des 18. und 19. Jahrhunderts, insbesondere der Weimarer Klassik, Johann Wolfgang von Goethe, Friedrich Hölderlin, Dramen des Naturalismus, Theorie und Poetik des modernen Dramas und die Geschichte der Lyrik.
Werner Keller war von 1991 bis 1999 Präsident der Internationalen Goethe-Gesellschaft in Weimar e. V. Unter der Präsidentschaft Kellers wurden vor allem die Verbindungen der Goethe-Gesellschaft in die Länder Ost- und Südosteuropas, nach Georgien und in den Fernen Osten ausgebaut.
Keller starb im Februar 2018, gut einen Monat nach seinem 88. Geburtstag, in seiner Wohnung in Köln-Braunsfeld.
Beerdigt wurde er in dem Familiengrab Keller auf dem Friedhof in Calmbach.

## Ehrungen
Im Januar 2000 wurde Keller mit dem Verdienstorden der Bundesrepublik Deutschland, dem Bundesverdienstkreuz am Bande, ausgezeichnet. 2010 wurde ihm die Goldene Goethe-Medaille der Goethe-Gesellschaft verliehen. Seit 1994 war er Mitglied der Akademie gemeinnütziger Wissenschaften zu Erfurt.

## Werke (Auswahl)

### Als Autor
Aufsätze
u. a. zu Andreas Gryphius, Rolf Hochhuth, Henrik Ibsen, Franz Kafka, Heinrich von Kleist, Johann Anton Leisewitz, Reinhold Schneider und Botho Strauß.
- Der Gott des Tragikers Hebbel. In: Ulrich Ernst (Hrsg.): Architectura poetica. Festschrift für Johannes Rathofer zum 65. Geburtstag. Böhlau, Köln 1990, ISBN 3-412-03090-2, S. 437–460.
- Die Religiosität des späten Goethe. In: Valérie Lawitschka (Hrsg.): Hölderlin. Philosophie und Dichtung. Hölderlinturm, Tübingen 2001, ISBN 3-86142-246-8, S. 291–306.

Bücher
- Das Pathos in Schillers Jugendlyrik. De Gruyter, Berlin 1964 (zugl. Dissertation, Universität Tübingen 1960).
- Goethes dichterische Bildlichkeit. Eine Grundlegung. Fink Verlag, München 1972 (zugl. Habilitationsschrift, Universität Köln 1969).
- Interpretation. Johann Wolfgang Goethe: Faust I. Reclam, Stuttgart 2001, ISBN 3-15-950015-2.
- „Wie es auch sei, das Leben …“. Beiträge zu Goethes Dichten und Denken. Wallstein Verlag, Göttingen 2009, ISBN 978-3-8353-0452-9.
- Der Dichtkunst Stimme. Einsichten und Ansichten zur Literatur vom Barock bis zur Gegenwart. Wallstein Verlag, Göttingen 2010, ISBN 978-3-8353-0657-8.

### Als Herausgeber
- Aufsätze zu Goethes „Faust I“. Wissenschaftliche Buchgemeinschaft, Darmstadt 1984, ISBN 3-534-03976-9 (= Wege zur Forschung; 145).
- Aufsätze zu Goethes „Faust II“. Wissenschaftliche Buchgemeinschaft, Darmstadt 1991, ISBN 3-534-06718-5.
- Friedrich Hebbel: Werke Hanser, München 1978 (2 Bde.).
- Goethe-Jahrbuch. Böhlau, Weimar 1991 ff.
- Poetik des Dramas. Wissenschaftliche Buchgesellschaft, Darmstadt 1976, ISBN 3-534-06128-4 (Wege der Forschung).
- (mit Hans Dietrich Irmscher): Drama und Theater im ,20. Jahrhundert. Festschrift für Walter Hinck. Vandenhoeck und Ruprecht, Göttingen, 1983, ISBN 3525207549.
- „Urfaust“. „Faust, ein Fragment“, „Faust, eine Tragödie“. Paralleldruck der drei Fassungen. Insel-Verlag, Frankfurt/M. 1985, ISBN 3-458-32325-2.